# Cracked Actor
Pistes de Aladdin Sane
Panic in Detroit
(4) Time
(6)
Cracked Actor est une chanson écrite, composée et interprétée par David Bowie. Elle est sortie en avril 1973 sur l'album Aladdin Sane.

## Histoire
D'après la pochette de l'album, David Bowie écrit Cracked Actor durant le passage du Ziggy Stardust Tour à Los Angeles, dans la deuxième moitié du mois d'octobre 1972. Ses paroles salaces adoptent le point de vue d'une vedette hollywoodienne sur le déclin qui en est réduite à payer les jeunes gens avec qui elle veut coucher. L'accompagnement musical est dominé par la guitare saturée de Mick Ronson et l'harmonica de Bowie.
Cracked Actor intègre le répertoire scénique de Bowie durant le dernier segment de la tournée, de février à juillet 1973. Elle figure ainsi dans le film Ziggy Stardust and the Spiders from Mars et l'album Ziggy Stardust: The Motion Picture. Durant le Diamond Dogs Tour, en 1974, elle devient le prétexte à une parodie de Hamlet, l'artiste interprétant la chanson à un crâne humain qu'il tient à la main avant de l'embrasser langoureusement. Elle figure dans les deux albums enregistrés durant cette tournée, David Live (1974) et Cracked Actor (Live Los Angeles '74) (2017), et donne son nom au documentaire Cracked Actor. La scène du crâne refait son apparition lors du Serious Moonlight Tour, en 1983. Bowie interprète pour la dernière fois la chanson en 2000. Une version enregistrée le 27 juin apparaît dans l'édition limitée de l'album Bowie at the Beeb (2000).

## Musiciens
- David Bowie : chant, guitare, harmonica
- Mick Ronson : guitare, chœurs
- Trevor Bolder : basse
- Mick Woodmansey : batterie[4]

## Reprises
- Big Country en face B du single Ships (Where Were You) (1993)
- Duff McKagan en face B du single Believe in Me (1993)